# Rocka Rolla

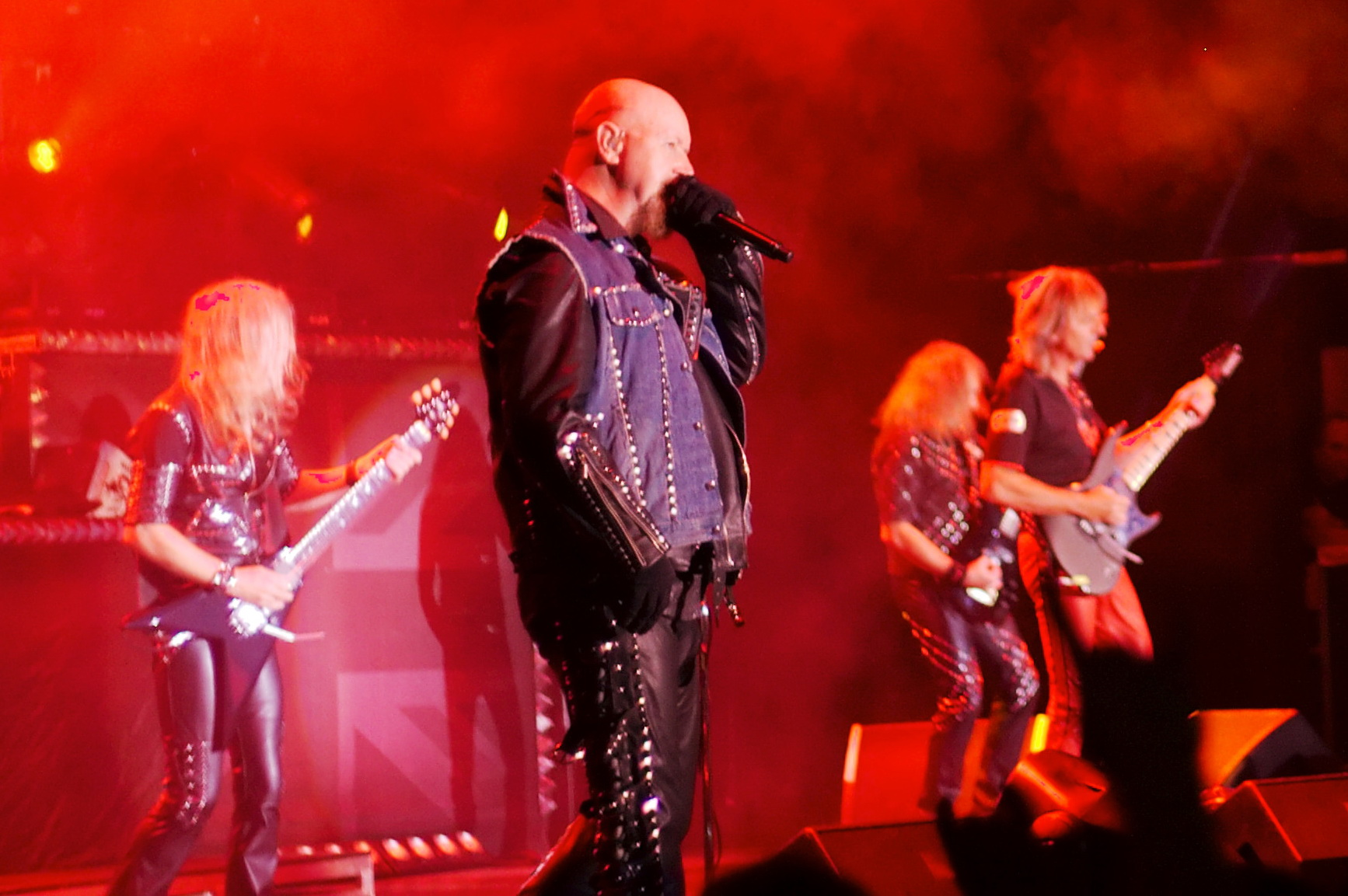
Konzert von Judas Priest, 2010

Rocka Rolla ist das 1974 erschienene Debütalbum der britischen Heavy-Metal-Band Judas Priest. Es ist das einzige Album mit Schlagzeuger John Hinch. Das Album ist deutlich mehr an Rockspielarten wie Bluesrock und Hard Rock orientiert als spätere Alben.

## Hintergrund
Rocka Rolla wurde mit Rodger Bain für das kleine Label Gull in den Island, Trident und Olympic Studios, London aufgenommen. Dies geschah nach Aussage der Band auf ihrer offiziellen Facebook-Seite von 2011 komplett live im Studio. Bain hatte die ersten drei Alben von Black Sabbath produziert. Glenn Tipton war gerade erst zur Band gestoßen und konnte noch kaum zum Songwriting beitragen. Das Label stellte gerade 2000 britische Pfund für die Produktion zur Verfügung.
Das ursprüngliche Albumcover zeigt den Bandnamen in einer kursiven Standardschriftart, den Albumtitel auf dem Kronkorken einer Colaflasche, an die Markengestaltung von Coca Cola angelehnt. Es stammt von John Pasche. 1984 erschien eine Wiederveröffentlichung mit geändertem Coverbild von Melvyn Grant und einem Logo in der Frakturschrift der folgenden beiden Alben. Das Titelstück erschien auch als Single.

## Titelliste
| Nr. | Titel            | Autor(en)                      | Länge |
| --- | ---------------- | ------------------------------ | ----- |
| 1.  | One for the Road | Rob Halford, K. K. Downing     | 4:34  |
| 2.  | Rocka Rolla      | Halford, Downing, Glenn Tipton | 3:05  |
| 3.  | Winter           | Al Atkins, Downing, Ian Hill   | 1:41  |
| 4.  | Deep Freeze      | Downing                        | 1:21  |
| 5.  | Winter Retreat   | Halford, Downing               | 3:28  |
| 6.  | Cheater          | Halford, Downing               | 2:59  |

| Nr.          | Titel                           | Autor(en)                | Länge |
| ------------ | ------------------------------- | ------------------------ | ----- |
| 7.           | Never Satisfied                 | Atkins, Downing          | 4:50  |
| 8.           | Run of the Mill                 | Halford, Downing, Tipton | 8:34  |
| 9.           | Dying to Meet You/Hero, Hero    | Halford, Downing         | 6:23  |
| 10.          | Caviar and Meths (Instrumental) | Atkins, Downing, Hill    | 2:02  |
| Gesamtlänge: | Gesamtlänge:                    | Gesamtlänge:             | 38:49 |

| Nr. | Titel                                            | Autor(en) | Länge |
| --- | ------------------------------------------------ | --------- | ----- |
| 11. | Diamonds & Rust (Joan-Baez-Cover, Aufnahme 1975) | Joan Baez | 3:12  |

## Rezeption
Allmusic gab dem Album 2,5 von 5 Sternen. Steve Huey schrieb: „Mostly a curiosity for hardcore fans, Rocka Rolla definitely hints at Judas Priest’s potential and originality, but doesn’t always suggest the quantum leap in vision that would occur with their very next record.“